# Mydrodoxa
Mydrodoxa is een geslacht van vlinders van de familie uilen (Noctuidae), uit de onderfamilie Amphipyrinae.

## Soorten
- M. sogai Viette, 1965
- M. splendens Butler, 1880